# Écrêtage (volaille)

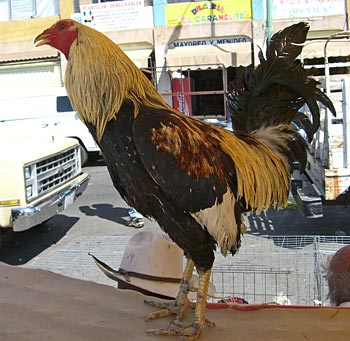
Un coq qui a été écrêté.

L'écrêtage est la procédure de retrait de la crête, de la caroncule et parfois des lobes d'oreilles de la volaille.

## Procédure
Afin de pratiquer un écrêtage, les tissus sont dans un premier temps désinfectés et, si disponible, un anesthésique est utilisé pour limiter la douleur. Des ciseaux stériles sont utilisés pour couper les tissus et un styptique est appliqué pour réduire les saignements. Les blessures ne sont pas couvertes. Certains estiment que l'écrêtage doit se pratiquer sur les poussins de quelques jours tandis que d'autres estiment qu'il faut attendre le développement de la crête,.